# Борисов Валентин Тихонович
Валенти́н Ти́хонович Бори́сов (нар. 7 (20) липня 1901, місто Богодухів, нині Харківської області — 25 вересня 1988, Харків) — український композитор, педагог, заслужений діяч мистецтв УРСР (1971).

## Біографія
1927 року закінчив Харківський музично-драматичний інститут (клас Семена Богатирьова). Від 1944 року викладав у Харківській консерваторії (від 1963 року — інститут мистецтв): у 1944—1949 роках був її директором, від 1977 року — професором. Серед його учнів — Олександр Щетинський, Євген Карпенко.
Чоловік музикознавиці Галини Олександрівни Тюменєвої.

## Стиль
У 1920-х рр. віддав данину популярному в ті часи в Україні скрябінізму. Пізніше працював у поміркованому стилі, що його можна віднести до т. зв. соцреалізму, однак наприкінці 1960-х років, після відвідин фестивалю «Варшавська осінь», почав уживати елементи більш модерних композиторських технік, зокрема, розширеної тональності, додекафонії і кластерної гармонії.

### Рекомендована література
- Бевз М. Валентин Борисов як свідок часу / Марина Бевз // Проблеми взаємодії мистецтва, педагогіки та теорії і практики : зб. наук. статей. Вип. 33 / Харківський національний університет мистецтв імені І. П. Котляревського. Харків, 2011. — С. 66—71.
- Бевз М. Творчість Валентина Борисова як харківський текст / Марина Бевз // Науковий вісник Національної музичної академії України імені П. І. Чайковського. Вип. 86 : Історія в особистостях : зб. статей. — Київ, 2013. —    С. 140—152.

|  | Це незавершена стаття про музиканта або музикантку. Ви можете допомогти проєкту, виправивши або дописавши її. |

1. 1 2  SNAC — 2010.